# Gran Premio de Catar de Motociclismo de 2022
El Gran Premio de Catar de 2022 (oficialmente  Grand Prix of Qatar), fue la primera prueba del Campeonato del Mundo de Motociclismo de 2022. Tuvo lugar en el fin de semana del 4 al 6 de marzo de 2022 en el Circuito Internacional de Losail,, situado en la ciudad de Doha, Catar.
La carrera de MotoGP fue ganada por Enea Bastianini, seguido de Brad Binder y Pol Espargaró. Celestino Vietti fue el ganador de la prueba de Moto2, por delante de Arón Canet y Sam Lowes. La carrera de Moto3 fue ganada por Andrea Migno, Sergio García fue segundo y Kaito Toba tercero.

## Resultados

### Resultados MotoGP
| Pos.    | N.º | Piloto                | Equipo                       | Constructor | Vueltas | Tiempo    | Parrilla | Puntos |
| ------- | --- | --------------------- | ---------------------------- | ----------- | ------- | --------- | -------- | ------ |
| 1       | 23  | Enea Bastianini       | Gresini Racing MotoGP        | Ducati      | 22      | 42:13.198 | 2        | 25     |
| 2       | 33  | Brad Binder           | Red Bull KTM Factory Racing  | KTM         | 22      | +0.346    | 7        | 20     |
| 3       | 44  | Pol Espargaró         | Repsol Honda Team            | Honda       | 22      | +1.351    | 6        | 16     |
| 4       | 41  | Aleix Espargaró       | Aprilia Racing               | Aprilia     | 22      | +2.242    | 5        | 13     |
| 5       | 93  | Marc Márquez          | Repsol Honda Team            | Honda       | 22      | +4.099    | 3        | 11     |
| 6       | 36  | Joan Mir              | Team Suzuki Ecstar           | Suzuki      | 22      | +4.843    | 8        | 10     |
| 7       | 42  | Álex Rins             | Team Suzuki Ecstar           | Suzuki      | 22      | +8.810    | 10       | 9      |
| 8       | 5   | Johann Zarco          | Pramac Racing                | Ducati      | 22      | +10.536   | 13       | 8      |
| 9       | 20  | Fabio Quartararo      | Monster Energy Yamaha MotoGP | Yamaha      | 22      | +10.543   | 11       | 7      |
| 10      | 30  | Takaaki Nakagami      | LCR Honda Idemitsu           | Honda       | 22      | +14.967   | 16       | 6      |
| 11      | 21  | Franco Morbidelli     | Monster Energy Yamaha MotoGP | Yamaha      | 22      | +16.712   | 12       | 5      |
| 12      | 12  | Maverick Viñales      | Aprilia Racing               | Aprilia     | 22      | +23.216   | 19       | 4      |
| 13      | 10  | Luca Marini           | Mooney VR46 Racing Team      | Ducati      | 22      | +27.283   | 17       | 3      |
| 14      | 04  | Andrea Dovizioso      | WithU Yamaha RNF MotoGP Team | Yamaha      | 22      | +27.374   | 20       | 2      |
| 15      | 87  | Remy Gardner          | Tech 3 KTM Factory Racing    | KTM         | 22      | +41.107   | 22       | 1      |
| 16      | 40  | Darryn Binder         | WithU Yamaha RNF MotoGP Team | Yamaha      | 22      | +41.119   | 24       |        |
| 17      | 49  | Fabio Di Giannantonio | Gresini Racing MotoGP        | Ducati      | 22      | +41.349   | 21       |        |
| 18      | 25  | Raúl Fernández        | Tech 3 KTM Factory Racing    | KTM         | 22      | +42.357   | 23       |        |
| Ret     | 89  | Jorge Martín          | Pramac Racing                | Ducati      | 11      | Caída     | 1        |        |
| Ret     | 63  | Francesco Bagnaia     | Ducati Lenovo Team           | Ducati      | 11      | Caída     | 9        |        |
| Ret     | 88  | Miguel Oliveira       | Red Bull KTM Factory Racing  | KTM         | 10      | Caída     | 14       |        |
| Ret     | 73  | Álex Márquez          | LCR Honda Castrol            | Honda       | 9       | Caída     | 18       |        |
| Ret     | 72  | Marco Bezzecchi       | Mooney VR46 Racing Team      | Ducati      | 6       | Caída     | 15       |        |
| Ret     | 43  | Jack Miller           | Ducati Lenovo Team           | Ducati      | 6       | Retirado  | 4        |        |
| Fuente: |     |                       |                              |             |         |           |          |        |

### Resultados Moto2
| Pos.    | N.º | Piloto                  | Constructor | Vueltas | Tiempo    | Parrilla | Puntos |
| ------- | --- | ----------------------- | ----------- | ------- | --------- | -------- | ------ |
| 1       | 13  | Celestino Vietti        | Kalex       | 20      | 39:53.637 | 1        | 25     |
| 2       | 40  | Arón Canet              | Kalex       | 20      | +6.154    | 9        | 20     |
| 3       | 22  | Sam Lowes               | Kalex       | 20      | +10.181   | 3        | 16     |
| 4       | 37  | Augusto Fernández       | Kalex       | 20      | +10.259   | 6        | 13     |
| 5       | 14  | Tony Arbolino           | Kalex       | 20      | +11.421   | 2        | 11     |
| 6       | 79  | Ai Ogura                | Kalex       | 20      | +12.331   | 5        | 10     |
| 7       | 9   | Jorge Navarro           | Kalex       | 20      | +14.866   | 12       | 9      |
| 8       | 16  | Joe Roberts             | Kalex       | 20      | +15.371   | 14       | 8      |
| 9       | 6   | Cameron Beaubier        | Kalex       | 20      | +17.368   | 11       | 7      |
| 10      | 23  | Marcel Schrötter        | Kalex       | 20      | +18.908   | 13       | 6      |
| 11      | 96  | Jake Dixon              | Kalex       | 20      | +18.958   | 7        | 5      |
| 12      | 51  | Pedro Acosta            | Kalex       | 20      | +26.051   | 10       | 4      |
| 13      | 75  | Albert Arenas           | Kalex       | 20      | +26.139   | 15       | 3      |
| 14      | 52  | Jeremy Alcoba           | Kalex       | 20      | +31.755   | 21       | 2      |
| 15      | 5   | Romano Fenati           | Boscoscuro  | 20      | +33.639   | 26       | 1      |
| 16      | 54  | Fermín Aldeguer         | Boscoscuro  | 20      | +34.155   | 8        |        |
| 17      | 42  | Marcos Ramírez          | MV Agusta   | 20      | +36.282   | 20       |        |
| 18      | 24  | Simone Corsi            | MV Agusta   | 20      | +37.699   | 18       |        |
| 19      | 64  | Bo Bendsneyder          | Kalex       | 20      | +40.594   | 17       |        |
| 20      | 18  | Manuel González         | Kalex       | 20      | +43.946   | 23       |        |
| 21      | 2   | Gabriel Rodrigo         | Kalex       | 20      | +44.347   | 22       |        |
| 22      | 61  | Alessandro Zaccone      | Kalex       | 20      | +49.180   | 24       |        |
| 23      | 81  | Keminth Kubo            | Kalex       | 20      | +50.203   | 25       |        |
| 24      | 84  | Zonta van den Goorbergh | Kalex       | 20      | +56.194   | 28       |        |
| 25      | 4   | Sean Dylan Kelly        | Kalex       | 20      | +56.336   | 27       |        |
| 26      | 28  | Niccolò Antonelli       | Kalex       | 20      | +56.357   | 29       |        |
| Ret     | 7   | Barry Baltus            | Kalex       | 19      | Caída     | 16       |        |
| Ret     | 19  | Lorenzo Dalla Porta     | Kalex       | 15      | Retirado  | 19       |        |
| Ret     | 12  | Filip Salač             | Kalex       | 2       | Caída     | 4        |        |
| DNS     | 35  | Somkiat Chantra         | Kalex       |         | No corrió |          |        |
| 1.      |     |                         |             |         |           |          |        |
| Fuente: |     |                         |             |         |           |          |        |

### Resultados Moto3
| Pos.    | N.º | Piloto           | Constructor | Vueltas | Tiempo    | Parrilla | Puntos |
| ------- | --- | ---------------- | ----------- | ------- | --------- | -------- | ------ |
| 1       | 16  | Andrea Migno     | Honda       | 18      | 37:59.522 | 3        | 25     |
| 2       | 11  | Sergio García    | Gas Gas     | 18      | +0.037    | 6        | 20     |
| 3       | 27  | Kaito Toba       | KTM         | 18      | +0.573    | 11       | 16     |
| 4       | 53  | Deniz Öncü       | KTM         | 18      | +0.594    | 9        | 13     |
| 5       | 17  | John McPhee      | Husqvarna   | 18      | +1.064    | 5        | 11     |
| 6       | 10  | Diogo Moreira    | KTM         | 18      | +1.481    | 18       | 10     |
| 7       | 7   | Dennis Foggia    | Honda       | 18      | +1.951    | 28       | 9      |
| 8       | 28  | Izan Guevara     | Gas Gas     | 18      | +2.545    | 27       | 8      |
| 9       | 6   | Ryusei Yamanaka  | KTM         | 18      | +2.742    | 4        | 7      |
| 10      | 43  | Xavier Artigas   | CFMoto      | 18      | +6.055    | 10       | 6      |
| 11      | 48  | Ivan Ortolá      | KTM         | 18      | +6.080    | 7        | 5      |
| 12      | 54  | Riccardo Rossi   | Honda       | 18      | +12.933   | 13       | 4      |
| 13      | 82  | Stefano Nepa     | KTM         | 18      | +12.974   | 16       | 3      |
| 14      | 31  | Adrián Fernández | KTM         | 18      | +12.989   | 20       | 2      |
| 15      | 66  | Joel Kelso       | KTM         | 18      | +13.084   | 14       | 1      |
| 16      | 96  | Daniel Holgado   | KTM         | 18      | +12.999   | 12       |        |
| 17      | 18  | Matteo Bertelle  | KTM         | 18      | +29.098   | 15       |        |
| 18      | 23  | Elia Bartolini   | KTM         | 18      | +29.128   | 24       |        |
| 19      | 64  | Mario Aji        | Honda       | 18      | +29.497   | 22       |        |
| 20      | 22  | Ana Carrasco     | KTM         | 18      | +43.108   | 23       |        |
| 21      | 87  | Gerard Riu       | KTM         | 18      | +47.964   | 25       |        |
| 22      | 70  | Joshua Whatley   | Honda       | 18      | +48.272   | 26       |        |
| Ret     | 71  | Ayumu Sasaki     | Husqvarna   | 12      | Retirado  | 1        |        |
| Ret     | 5   | Jaume Masiá      | KTM         | 9       | Caída     | 2        |        |
| Ret     | 67  | Alberto Surra    | Honda       | 9       | Retirado  | 19       |        |
| Ret     | 19  | Scott Ogden      | Honda       | 6       | Caída     | 17       |        |
| Ret     | 20  | Lorenzo Fellon   | Honda       | 3       | Caída     | 21       |        |
| Ret     | 24  | Tatsuki Suzuki   | Honda       | 3       | Retirado  | 29       |        |
| Ret     | 99  | Carlos Tatay     | CFMoto      | 3       | Retirado  | 8        |        |
| 1. 2.   |     |                  |             |         |           |          |        |
| Fuente: |     |                  |             |         |           |          |        |